# Pierpaolo Bottini
Pierpaolo Cruz Bottini (São Paulo, 1976) é um professor e advogado criminalista brasileiro, conhecido por sua atuação profissional e estudos sobre lavagem de dinheiro e Direito Penal. Foi secretário da Reforma do Judiciário, do governo federal, e membro do Conselho Nacional de Política Criminal e Penitenciária, do Ministério da Justiça. É colunista da revista eletrônica Consultor Jurídico e articulista dos jornais Folha de S.Paulo, O Estado de S. Paulo, O Globo e Valor Econômico.

## Vida acadêmica
Graduou-se em 1998 pela Faculdade de Direito da Universidade de São Paulo, onde obteve os títulos de mestre (2002), doutor (2006) e livre-docente (2015). É professor da mesma instituição desde 2008 no departamento de Direito Penal, Medicina Forense e Criminologia e coordena o Grupo de Estudos de Lavagem de Dinheiro (GELD-USP). Também na USP é um dos idealizadores do curso Direito Penal e Igualdade, destinado a discutir os impactos da aplicação das leis, jurisprudência e dogmática em diferentes segmentos da sociedade.
Além de publicar artigos em veículos de imprensa, é autor de livros na área de Direito Penal, como "Lavagem de Dinheiro" (com Gustavo Henrique Badaró, São Paulo, RT, 2012), "Crimes omissivos impróprios", "Crimes de perigo abstrato e princípio da precaução na sociedade de risco". Também coordenou as obras "Reforma do Judiciário", "Nova execução de títulos judiciais" e “Criptoativos e lavagem de dinheiro”.

## Atuação pública e profissional
Foi secretário da Reforma do Judiciário (2005 a 2007) e diretor do Departamento de Modernização Judiciária (2004 a 2005), ambas ligadas ao Ministério da Justiça. Foi membro efetivo do Conselho Nacional de Política Criminal e Penitenciária, também do Ministério da Justiça, e das comissões de juristas instituídas na Câmara dos Deputados para revisão da Lei de Drogas (2019) e da Lei de Lavagem de Dinheiro (2020) e no Senado Federal para a revisão da Lei do Impeachment (2022). Em 2024, foi nomeado presidente de grupo de trabalho instituído pelo Ministério da Justiça e Segurança Pública para elaboração de diretrizes para o combate ao crime organizado.
É presidente da Comissão de Liberdade de Expressão do Conselho Federal da OAB desde 2022 e membro do Conselho Jurídico da Fiesp (Federação das Indústrias do Estado de São Paulo) e da CNI (Confederação Nacional da Indústria). 
Como advogado, Bottini é conhecido por sua atuação em casos de grande repercussão, como o julgamento do Mensalão, a operação Lava Jato e o rompimento da barragem de Brumadinho. Na Lava Jato, defendeu executivos de empresas como Camargo Corrêa e JBS e Estre Ambiental. Atuou ainda na defesa de políticos como Fernando Haddad, Arthur Lira, Gilberto Kassab e Aloizio Mercadante, e o desembargador Fausto de Sanctis. É indicado na primeira categoria (Band 1) do ranking Chambers, que o considera referência em casos envolvendo crimes de colarinho-branco. Chegou a ser cotado para integrar o Supremo Tribunal Federal na vaga aberta com a aposentadoria do ministro Ricardo Lewandowski.

## Reforma do Judiciário
Durante sua passagem pelo comando da Secretaria da Reforma do Judiciário, coordenou a aprovação de 26 projetos de lei nas áreas do Processo Civil, Penal e Trabalhista, entre eles a nova Lei de Execução de Títulos Extrajudiciais e a que simplificou o processo de divórcio. No cargo, defendeu a adoção de mecanismos extrajudiciais para resolução de conflitos como alternativa para a morosidade do Judiciário. 
O órgão tinha entre suas atribuições propor medidas, formular e coordenar os processos de modernização do Judiciário de forma articulada com outros poderes. As mudanças integraram um conjunto de propostas para agilizar a tramitação de processos e inibir a utilização da Justiça com fins protelatórios. A reforma do Poder Judiciário foi elaborada pela Secretaria em conjunto com o Supremo Tribunal Federal (STF), o Instituto Brasileiro de Direito Processual e entidades de magistrados, promotores e advogados.
A Lei 11.441/2007 permitiu que divórcios, separações, inventários e partilhas pudessem ser registrados em cartórios, sem necessidade de passar pelo Poder Judiciário. Os procedimentos passaram a ser feitos por meio de escritura pública. “Ao mesmo tempo em que contribui para desafogar os fóruns, o projeto disponibiliza aos cidadãos um mecanismo extrajudicial rápido, seguro e eficiente para a regularização de situações em que não existe conflito entre as partes”, afirmou Bottini na época.
A nova Lei de Execução de Títulos Extrajudiciais (Lei 11.382/2006) foi aprovada com o objetivo de simplificar a cobrança de dívidas comuns, como cheques, duplicadas, contratos de seguro de vida e aluguel. Bottini considerou a mudança positiva por seu impacto econômico, já que o projeto agilizou a cobrança de dívidas e aumentou a garantia de recebimento.
Outra proposta aprovada durante sua gestão à frente da secretaria foi a nova Lei do Agravo (Lei 11.187/2005), que restringe o uso de recursos em decisões interlocutórias — aquelas tomadas pelos juízes antes da análise de mérito das causas. Com a mudança, os Agravos de Instrumento passaram a ser julgados no momento da apelação, salvo em casos de possível lesão irreparável. Na época, os agravos internos chegavam a representar 20% do total de agravos interpostos na Justiça.
Também durante o período à frente da Secretaria, a Lei 11.280/2006 determinou o prazo máximo de dez dias para o chamado "pedido de vista" de magistrados. Segundo o texto, se o processo não for devolvido, nem for solicitada a prorrogação do prazo, o presidente do colegiado de julgamento deve requisitar a ação e reabrir o julgamento automaticamente na sessão seguinte.
No mesmo contexto, a Lei 11.276/2005 criou a Súmula Impeditiva de Recursos, segundo a qual o juiz de primeira instância deve rejeitar recurso contra sentença que estiver em conformidade com matéria sumulada pelo Supremo Tribunal Federal ou pelo Superior Tribunal de Justiça. Bottini considerou como uma das mudanças mais importantes a Lei 11.232/2005, que uniu as fases de conhecimento e execução dos processos. Assim, deixou-se de exigir uma nova ação judicial para cobrar dívidas já reconhecidas na discussão de mérito. 